# 9963 Сендідж
9963 Сендідж (9963 Sandage) — астероїд головного поясу, відкритий 9 січня 1992 року.
Тіссеранів параметр щодо Юпітера — 3,404.
Названо на честь американського астронома Аллана Рекса Сендіджа (англ. Allan Rex Sandage, 1926-2010).